# Grigoriópol
Grigoriópol (en rumano: Grigoriopol; en ruso: Григориополь, romanizado: Grigoriopol; en ucraniano: Григоріополь, romanizado: Hryhoriopol) es una ciudad ubicada la orilla oriental de río Dniéster, parte de la parcialmente reconocida República de Transnistria, y capital del distrito homónimo, aunque de iure pertenece a Moldavia.

## Geografía
Se encuentra a una altitud de 15 m sobre el nivel del mar. 

## Historia
| Pertenencias históricas |
| - Imperio ruso: 1793-1917 ———————————————————————————— - República rusa: 1917 ———————————————————————————— - República Popular ucraniana: 1917-1919 ———————————————————————————— - Unión Soviética: 1919-1941 - RSS de Ucrania (1919-1924) - RASS de Moldavia (1924-1940), parte de la RSS de Ucrania - RSS de Moldavia (1940-1941) - RSS de Moldavia (1944-1991) ———————————————————————————— - Reino de Rumania: 1941-1944 - Gobernación de Transnistria ———————————————————————————— - Unión Soviética: 1944-1991 - RSS de Moldavia (1944-1991) ———————————————————————————— - Moldavia (de iure)/ Transnistria (de facto): desde 1991 |

En 1791, según el tratado de paz de Iasi, las tierras, que más tarde se llamaron Grigoriópol, fueron cedidas al Imperio ruso. Al año siguiente, el decreto de Catalina II estableció un asentamiento y asentó a aproximadamente 4000 colonos armenios de Ackerman, Izmaí, Kaushan, Kiliya y Bender.  Al crear una colonia armenia en el sur, el gobierno ruso pretendía convertirla en un centro comercial. 
Hasta la década de 1830, Grigoriópol desempeñó un papel importante en el desarrollo económico del sur del Imperio ruso. Las principales ocupaciones de los habitantes de Grigoriópol en los primeros años de existencia de la ciudad fueron la agricultura, la artesanía y el comercio. Habiéndose convertido en una ciudad relativamente grande, Grigoriópol recibió su propio escudo de armas y sello en 1794. En los años siguientes, hasta 1918, Grigoriopol era una pequeña ciudad en el distrito de Tiraspol de la provincia de Jersón.
El poder soviético en Grigoriópol se estableció en enero de 1918, y el 12 de octubre de 1924 se formó el distrito de Grigoriópol de la RASS de Moldavia. En 1932, los residentes de la zona comenzaron a ser desalojados por la fuerza hacia granjas colectivas, la mayoría de las cuales siguen hoy siendo granjas colectivas. El 26 de junio de 1940, después de la ocupación soviética de Besarabia, la región pasó a formar parte de la recién formada RSS de Moldavia.
En 1958, debido a la expansión de los distritos de RSS de Moldavia, parte de los asentamientos, incluido el asentamiento de tipo urbano de Grigoriópol, fue cedido al distrito de Dubăsari y parte al distrito de Tiráspol. Durante algún tiempo, esta unidad administrativa estuvo sujeta a varios experimentos administrativos: consolidación, reducción, disolución, y solo el 21 de junio de 1971 se aprobaron sus límites y estado actuales. 
En 1996 y en 2002, la ciudad fue el centro de una disputa sobre los intentos de los habitantes moldavos locales de utilizar el idioma rumano (escrito con caracteres latinos) en la escuela moldava local, lo que va en contra de la política del gobierno de Transnistria. La prensa de Transnistria atacó a las autoridades locales "que permitieron operar a la quinta columna de Moldavia en Transnistria". El director de la Asociación de Padres y Maestros de la escuela de Moldavia, Mihai Speian, fue arrestado por las autoridades de Transnistria el 28 de agosto de 2002. Fue liberado el 12 de septiembre, luego de una protesta de la misión de la OSCE en Moldavia. La escuela se trasladó al pueblo de Doroţcaia, distrito de Dubăsari, que se encuentra en el área controlada por la República de Moldavia. El 17 de junio de 2002, por decisión del parlamento de Transnistria, Grigoriópol recibió el estatus de ciudad.

## Demografía
La evolución demográfica de Grigoriópol entre 1939 y 2014 fue la siguiente:
| 4520                                 | 11 712 | 11 473 | 8150 | 9381 |
| (Fuente: Population of Transnistria) |        |        |      |      |

Según estimación 2010 contaba con una población de 8150 habitantes. La distribución de la población en distintos años es la siguiente:
|              | 1939      | 1939       | 2004      | 2004       |
| Grupo étnico | Población | Porcentaje | Población | Porcentaje |
| ------------ | --------- | ---------- | --------- | ---------- |
| Moldavos     | 1729      | 15,10%     | 5211      | 50,83%     |
| Rusos        | 771       | 6,72%      | 3036      | 29,61%     |
| Ucranianos   | 5187      | 45,29%     | 1666      | 16,25%     |
| Polacos      | 454       | 3,96%      | -         | -          |
| Búlgaros     | 21        | 0,18%      | 57        | 0,56%      |
| Bielorrusos  | -         | -          | 48        | 0,47%      |
| Gagaúzos     | -         | -          | 23        | 0,22%      |
| Alemanes     | 5         | 0,04%      | 74        | 0,72%      |
| Judíos       | 3216      | 28,08%     | 12        | 0,12%      |
| Otros        | 70        | 0,61%      | 125       | 1,22%      |
| Total        | 11 453    | 100%       | 10 252    | 100%       |

## Infraestructura

### Economía
Predominan los edificios de dos plantas, la parte central se compone principalmente de edificios de tres y cuatro plantas. El pueblo dispone de una fábrica de conservas, una cantera para la extracción de grava. La mayoría de los habitantes están empleados en la agricultura.

## Personajes ilustres
- Konstantin Gedroits (1872-1932): pintor y ciéntifico ruso, especializado en geología.
- Oleksandr Danylyuk (1975): político ucraniano y exministro de finanzas de Ucrania (2016-2018).
- Roman Rozna (1976): atleta moldavo que compitió en lanzamiento de martillo masculino en los Juegos Olímpicos de los años 2000, 2004 y 2008.